# Карл Люис
Карлтън Фредерик Люис и американски лекоатлет, носител на 10 олимпийски медала (9 златни и 1 сребърен) от Летните олимпийски игри от Лос Анджелис (1984), Сеул (1988), Барселона (1992) и Атланта (1996).

## Биография
Роден е на 1 юли 1961 година в град Бирмингам, Алабама, САЩ.
Люис е спортен феномен, който трудно ще бъде повторен. Повтаря подвига на Джеси Оуенс, постигнат в Берлин през 1936 година, който побеждава в лекоатлетическите дисциплини бягане на 100 м и 200 м, скок на дължина и щафетното бягане 4 х 100 м. Повтаря рекорда на своя сънародник Ал Ертер – победител на 4 олимпиади (1956 – 1968, хвърляне на диск), като побеждава в 4 олимпиади в дисциплина скок на дължина.
Успява да се нареди сред лекоатлетите (квалификации), които да участват в Олимпийските игри в Москва – 1980 (като 19-годишен), в щафетното бягане 4 х 100 м и в скока на дължина, но поради политически причини САЩ отказват да участват на игрите (обявявайки бойкот). Изключителните му атлетически способности са довели до многобройни постижения и награди, включително до избирането му за „Спортист на века“ от Международния олимпийски комитет.